# Актиний
Актиний (латинизирано от гръцки ακτίνα – „лъч“) е радиоактивен химичен елемент с атомен номер 89 и символ Ac. Елементът е метал. Името му носи група от 15 елемента, наречена актиниди.

## История
Актиният е открит през 1899 г. от френския химик Андре-Луи Дебърне, който го е изолирал от пехбленда и първоначално описва сравнения с титана и тория. Фридрих Гизел преоткрива актиния независимо през 1902 г., като описва прилики с лантан. През 1904 г. го нарича „еманий“. След сравняване на двете вещества през 1904 г. наименованието на Дебърне получава предимство, защото той пръв е открил елемента.
Историята на откриването е описана като спорна в публикации от 1971 г. и по-късно от 2000 г.. Те показват, че публикациите от 1904 г., от една страна, и тези от 1899 – 1900, от друга, съдържат противоречия.

## Добиване и получаване
Тъй като в урановите руди се съдържа минимално количество актиний, този източник не играе роля при добиването му. Технически актиний се получава чрез облъчване с неутрони на радий Ra226 в ядрени реактори.
{\displaystyle \mathrm {^{226}_{\ 88}Ra\ +\ _{0}^{1}n\ \longrightarrow \ _{\ 88}^{227}Ra\ {\xrightarrow[{42,2\ min}]{\beta ^{-}}}\ _{\ 89}^{227}Ac} }
Чрез бърз разпад са произведени само незначителни количества. Първото изкуствено получаване е извършено в Argonne National Laboratory в Чикаго.

## Свойства
Металът е сребристобял, блестящ и относително пластичен. Той е активен, взаимодейства с въздуха и водата. Актиниевият тривалентен йон е безцветен. Химичните свойства на актиния са подобни на лантана. Във всичките десет познати съединения актиният е тривалентен. Открит е и едновалентен актиниев йон, който е по-слаб окислител.

## Изотопи
Известни са 26 изотопа, от които само два се срещат в природата. Най-дълго живеещият изотоп 227Ac (с период на полуразпад 21,773 г.) излъчва алфа- и бета-лъчи. Той е продукт на разпада на 235U и се намира в малки количества в урановите руди. От тях се извличат известни количества актиний 227Ac, за да могат да се изследват свойствата на елемента.
| Изотоп | Честота | Период на полуразпад | Тип разпад | Енергия на разпада МeV | Продукт на разпада |
| ------ | ------- | -------------------- | ---------- | ---------------------- | ------------------ |
| 224Ac  | синт.   | 2,9 ч.               | ε          | 1,403                  | 224Ra              |
| 224Ac  | синт.   | 2,9 ч.               | α          | 9,100                  | 220Fr              |
| 224Ac  | синт.   | 2,9 ч.               | β-         | 0,232                  | 224Th              |
| 225Ac  | синт.   | 10 дни               | α          | 5,935                  | 221Fr              |
| 226Ac  | синт.   | 29,4 ч.              | ε          | 1,116                  | 226Ra              |
| 226Ac  | синт.   | 29,4 ч.              | α          | 5,536                  | 222Fr              |
| 226Ac  | синт.   | 29,4 ч.              | β-         | 0,640                  | 226Th              |
| 227Ac  | радио   | 21,773 г.            | α          | 5,536                  | 223Fr              |
| 227Ac  | радио   | 21,773 г.            | β-         | 0,045                  | 227Th              |
| 228Ac  | радио   | 6,15 ч               | β-         | 2,127                  | 228Th              |

## Употреба
Актиният се използва за производство на неутрони, които се използват при радиоактивни анализи. Използва се също за термойонни енергийни преобразувания.